# Сан Фернандо дел Вале де Катамарка
Сан Фернандо дел Вале де Катамарка (на испански: San Fernando del Valle de Catamarca, испанско произношение: [sam feɾˈnando ðel ˈβaʎe ðe kataˈmaɾka]) е град в Северозападна Аржентина, административен център на провинция Катамарка.

## Обща информация
Градът е разположен на река Рио Вале, в подножието на планините Сиера де Амбато и Сиера де Ансанти, на 519 м надм. височина и заема площ от 399 кв. км. Населението на града е 162 601 души, според преброяването от 2001 г. Заедно с жителите на предградията, общият брой на населението надхвърля 200 000 души, което представлява около 54% от населението на цялата провинция.
Градът се намира на 1130 км (702 мили) от Буенос Айрес. Най-близките провинциални столици са Ла Риоха (154 км (96 мили)), Тукуман (230 км (143 мили)) и Сантяго дел Естеро (209 км (130 мили)).

## История
Първото селище в района, наречено Лондрес (Londres), е основано от испански заселници през 1558 г., като впоследствие многократно разрушавано при индиански нападения. Настоящият град Сан Фернандо дел Вале де Катамарка е основан в централната долина от испанския военачалник капитан Фернандо де Мендоса и Мате де Луна на 5 юли 1683 г. Името му - Свети Фернандо от долината Катамарка, има двоен произход - градът е кръстен в чест на католическия светец, а Катамарка на езика Кечуа означава „крепост на склона“.

## Икономика
Земеделието е главен икономически отрасъл на Сан Фернандо дел Вале де Катамарка. Отглеждат се цитрусови плодове, маслини, памук и лозя. Развити са винопроизводство, производство на зехтин, говедовъдство, производство на обувки, текстил и облекла, металообработване. В района има мини за добив на злато, сребро, мед и калай.

## Култура и туризъм
Катамарка е важен туристически център, със стара колониална архитектура и е отправна точка за много туристически обекти и екскурзии, туризъм, планинско колоездене, конна езда и дегустация на вина.
Много поклонници посещават ежегодно Сан Фернандо дел Вале де Катамарка, за да посетят катедралата "Nuestra Señora del Valle" („Дева Мария от долината“), построена през 1859-1869 г. в неокласически стил. Тя е обявена за национален паметник през 1941 г. Друга религиозна забележителност е францисканската катедрала „Сан Франсиско“, построена от италиански архитекти през 1882-1905 г.
В града се намира Музеят за изящни изкуства „Лауреано Брисуела“ ("Laureano Brizuela"), който притежава колекция от повече от 400 картини и 30 скулптури на известни аржентински художници.
Ежегодно от 1954 г. през юли града става домакин на Международния фестивал „Пончо“.